# غاري بارنت
غاري بارنت (بالإنجليزية: Gary Barnett)‏ هو مدرب كرة قدم ولاعب كرة قدم بريطاني، ولد في 11 مارس 1963 في ستراتفورد في المملكة المتحدة. لعب مع أكسفورد يونايتد وكوفنتري سيتي ونادي باري تاون يونايتد ونادي فولهام ونادي ليتون أورينت ونادي ويمبلدون وهدرسفيلد تاون.

## وصلات خارجية
- غاري بارنت على موقع قاعدة بيانات كرة القدم.إي يو (الإنجليزية)
- غاري بارنت على موقع Soccerbase.com (لاعب) (الإنجليزية)
- غاري بارنت على موقع عالم كرة القدم.نت (الإنجليزية)